# Bass Generation
| Recensione | Giudizio |
| ---------- | -------- |
| AllMusic   | [ 2 ]    |

Bass Generation è il quarto album di Basshunter. Esso è stato pubblicato il 28 settembre 2009, anticipato una settimana prima dal nuovo singolo Every Morning pubblicato il 21 settembre 2009.

## Retroscena
Agli inizi del 2009, Basshunter iniziò il processo di registrazione dell'album. Un commento fu pubblicato sul suo sito ufficiale in aprile, nel quale affermava di essere tornato in studio a lavorare al nuovo album. Il 1º giugno 2009 annunciò che Basshunter avrebbe pubblicato un nuovo singolo intitolato Every Morning il 28 di settembre, insieme al nuovo album "Bass Generetion" che avrebbe dovuto pubblicare una settimana dopo, il 5 di ottobre. Il primo settembre 2009 la copertina ufficiale e la tracklist dell'album furono pubblicate sul sito della Hard2Beat. Il 15 settembre 2009, sul suo profilo officiale su Bebo, Basshunter ha rivelato che il nuovo album sarebbe stato anche pubblicato in 2 dischi.

## Pubblicazione
Agli inizi del settembre 2009, prima dell'album, fu pubblicata la canzone Numbers tramite download gratuito dal profilo ufficiale Bebo di Basshunter. La data di pubblicazione dell'album fu anticipata di una settimana, per ragioni sconosciute, al 28 settembre 2009, insieme al singolo Every Morning, che fu pubblicato il 21 settembre 2009.

## Promozione
Allo scopo di promuovere l'album, la Basshunter Album Artwork Competition fu fatta iniziare il 10 agosto 2009, dove i fan di Basshunter potevano disegnare la loro copertina del nuovo album e caricarla sul profilo ufficiale di Basshunter su Bebo. La copertina vincitrice sarebbe stata segnalata e presentata da Basshunter durante il Bass Generation Tour. Il vincitore fu rivelato l'11 settembre 2009.

## Tour
Basshunter inizierà il Bass Generation Tour nell ottobre 2009, in supporto dell'album. Le 10 date del tour nel Regno Unito furono annunciate già il primo luglio, mentre la vendita dei biglietti è iniziata il 3 luglio 2009.

## Tracce

### L'edizione standard
Contiene 14 tracce e una traccia nascosta "Numbers"
- Every Morning - 3:18
- I Promised Myself - 2:37
- Why - 3:11
- I Can't Deny (feat. Lauren) - 4:00
- Don't Walk Away - 3:01
- I Still Love - 3:33
- Day & Night - 2:55
- I Will Learn to Love Again (feat. Stunt) - 3:07
- Far from Home - 4:10
- I Know U Know - 2:45
- On Our Side - 3:54
- Can You - 2:29
- Plane to Spain - 3:41
- Every Morning (Michael Mind Remix Edit) - 2:59
- Numbers (Hidden Track) - 3:18

### Bonus Track
Nella versione standard sono contenute tre bonus track
- Every Morning (Ultra DJ's Bass Mix) 	5:23
- Camilla 	 3:14
- Without Stars 	 3:49

### Disco Bonus
L'album è stato anche pubblicato con un disco bonus, contenente 7 remix e 2 canzoni in svedese
- Now You're Gone (feat. DJ Mental Theo's Bazzheadz) (DJ Alex Extended Mix) 	5:43
- All I Ever Wanted (Ultra DJ's Remix) 	 5:33
- Angel in the Night (Headhunters Remix) 	 3:11
- I Miss You (Hyperzone Remix) 	 5:35
- Please Don't Go (Bad Behaviour Remix) 	 6:45
- Walk on Water (Ultra DJ's Remix) 	 5:19
- Every Morning (Raindropz! Remix) 	 4:54
- Camilla (Swedish Version) 	 3:22
- Without Stars (Swedish Version) 	 3:51

## Classifiche
| Classifica (2009-10)           | Posizione massima |
| ------------------------------ | ----------------- |
| Danimarca                      | 39                |
| Francia                        | 41                |
| Irlanda                        | 16                |
| Nuova Zelanda                  | 2                 |
| Regno Unito                    | 16                |
| Stati Uniti (heatseekers)      | 34                |
| Stati Uniti (dance/electronic) | 15                |
| Sudafrica                      | 14                |
| Svizzera                       | 73                |